# Arthur Lyon
Arthur St. Clair Lyon (ur. 1 sierpnia 1876 w Nowym Jorku, zm. 13 czerwca 1952 w Santa Monica) – amerykański szermierz, brązowy medalista olimpijski.
Na igrzyskach olimpijskich w Antwerpii w 1920 roku reprezentacja USA w składzie: Henry Breckinridge, Francis Honeycutt, Arthur Lyon, Harold Rayner i Robert Sears zdobyła brązowy medal we florecie drużynowym. Był też między innymi piąty w szabli drużynowej i szósty w szpadzie drużynowej. Na rozgrywanych cztery lata później igrzyskach olimpijskich w Paryżu startował w szpadzie i szabli, najlepszy wynik osiągając w szpadzie drużynowej, w której odpadł w półfinałach. Brał również udział w igrzyskach olimpijskich w Amsterdamie w 1928 roku, gdzie w szpadzie drużynowej był piąty, a w szabli drużynowej odpadł w pierwszej rundzie.
W latach 1917 i 1919 był mistrzem kraju w szabli indywidualnej.